# نورمان غيفورد
نورمان غيفورد (30 مارس 1940 في المملكة المتحدة - ) (بالإنجليزية: Norman Gifford)‏ هو لاعب كريكت بريطاني. شارك مع منتخب إنجلترا للكريكت. أما مع النوادي، فقد لعب مع نادي مقاطعة ورسسترشاير للكريكيت ‏ ونادي وارويكشاير للكريكيت ‏ ونادي مارليبون للكريكت ‏.

## وصلات خارجية
- نورمان غيفورد على موقع إي آس بي آن كريك إنفو (الإنجليزية)